# 第2山地旅 (波兰)
波兰陆军第2山地旅（波蘭語：2. Brygada Gorska）是一支曾参加二战波蘭戰役的部队。.该旅隶属于喀尔巴阡山集团军下辖的“亚斯沃”（Jasło）作战集群。该旅负责防守一段长80公里的波兰-斯洛伐克边境线。
1939年9月1日上午，斯洛伐克军和德国国防军对第2山地旅发动进攻。斯洛伐克军未能达成作战目标，但德军则占领了扎科帕內、什恰夫尼察等村镇。因此，第2山地旅被迫向北且战且退。
9月5日上午，第2山地旅撤到了新松奇。没过多久，德军就占领了新松奇。第2山地旅又撤到戈爾利采，并于9月8日撤退至克羅斯諾。9月8日，在克罗斯诺，第2山地旅的士兵们因过于疲劳而没有派驻人数足够的哨兵执勤，德军摩托化部队接着突然入城，第2山地旅的大约一半士兵和军官都成了俘虏。因此，第2山地旅就此被消滅；其残部开始向布若祖夫方向撤退，一路上与正在进军的德军发生了数次小规模战斗。最后剩下了一个团，这个团一直坚持作战至9月24日，接着小心翼翼地完成了撤退，用了四天时间，于9月27日进入匈牙利国境。